# Kluby piłkarskie w międzynarodowych rozgrywkach UEFA w sezonie 2011/2012
Lista 237 drużyn biorących udział w międzynarodowych rozgrywkach klubowych prowadzonych przez Unię Europejskich Związków Piłkarskich (UEFA) w sezonie 2011/2012 – Lidze Mistrzów i Lidze Europy. Należą do nich zespoły, które zajęły najwyższe miejsca w rozgrywkach ligowych poszczególnych federacji, zdobywcy pucharów krajowych (bądź – w określonych przypadkach – ich finaliści) oraz zwycięzcy rankingu Fair Play UEFA.

## Zasady podziału miejsc w rozgrywkach
Miejsca w rozgrywkach klubowych UEFA zostały rozdzielone dla poszczególnych federacji na podstawie rankingu współczynników ligowych UEFA z 2010 roku. Współczynniki te obliczono na bazie punktów rankingowych zdobytych przez przedstawicieli tychże federacji w europejskich pucharach w przeciągu sezonów 2005/2006 – 2009/2010. Od pozycji zajmowanej przez daną federację w rankingu zależała zarówno liczba drużyn, które mogą ją reprezentować w Lidze Mistrzów i Lidze Europy UEFA, jak i umieszczenie ich w poszczególnych rundach tych turniejów.
W rozgrywkach klubowych UEFA w sezonie 2011/2012 najwięcej przedstawicieli – 8 – posiada federacja angielska (dodatkowy zespół dzięki rankingowi Fair Play UEFA), 7 zespołów posiadają federacje z miejsc 2–3 w rankingu (Hiszpania, Włochy). Po 6 zespołów reprezentuje federacje z miejsc 4–9, po 5 – z miejsc 10–15 oraz Norwegia i Szwecja (dodatkowy zespół dzięki rankingowi Fair Play UEFA), po 4 – pozostałe, z wyjątkiem Liechtensteinu (1 drużyna) oraz Malty i San Marino (2 zespoły).

### Liga Mistrzów UEFA
W edycji 2011/2012 Ligi Mistrzów udział bierze 76 zespołów z 52 federacji piłkarskich zrzeszonych w UEFA (poza Liechtensteinem). Zespoły zostały przydzielone do danych rund fazy kwalifikacyjnej oraz fazy grupowej zgodnie z rankingiem współczynników ligowych UEFA 2010.
Liczba zespołów kwalifikujących się do Ligi Mistrzów w sezonie 2010/2011:
- 4 drużyny z każdej z federacji zajmujących miejsca 1–3 w rankingu,
- 3 drużyny z każdej z federacji zajmujących miejsca 4–6 w rankingu,
- 2 drużyny z każdej z federacji zajmujących miejsca 7–15 w rankingu,
- 1 drużyna z każdej z federacji zajmujących miejsca 16–53 w rankingu (z wyjątkiem Liechtensteinu[2]).

Prawo udziału w rozgrywkach można było uzyskać poprzez:
- zajęcie odpowiedniego miejsca w tabeli ligowej,
- zwycięstwo w edycji 2010/2011 Ligi Mistrzów UEFA (jeśli zdobywca tego trofeum nie uzyskał miejsca w Lidze Mistrzów lub Lidze Europy UEFA 2010/2011 dzięki pozycji zajętej w rozgrywkach krajowych).

| Miejsca przysługujące danym federacjom w poszczególnych rundach | Miejsca przysługujące danym federacjom w poszczególnych rundach | Miejsca przysługujące danym federacjom w poszczególnych rundach | Miejsca przysługujące danym federacjom w poszczególnych rundach | Miejsca przysługujące danym federacjom w poszczególnych rundach | Miejsca przysługujące danym federacjom w poszczególnych rundach | Miejsca przysługujące danym federacjom w poszczególnych rundach | Miejsca przysługujące danym federacjom w poszczególnych rundach | Miejsca przysługujące danym federacjom w poszczególnych rundach | Miejsca przysługujące danym federacjom w poszczególnych rundach | Miejsca przysługujące danym federacjom w poszczególnych rundach | Miejsca przysługujące danym federacjom w poszczególnych rundach | Miejsca przysługujące danym federacjom w poszczególnych rundach |
| Lp                                                              | Federacje | Faza kwalifikacyjna                                             | Faza kwalifikacyjna                                             | Faza kwalifikacyjna                                             | Faza kwalifikacyjna                                             | Faza kwalifikacyjna                                             | Faza kwalifikacyjna                                             | Faza kwalifikacyjna                                             | Faza grupowa                                                    | Faza grupowa                                                    | Faza grupowa                                                    | Razem                                                           |
| Lp                                                              | Federacje | I runda                                                         | I runda                                                         | II runda                                                        | II runda                                                        | III runda                                                       | III runda                                                       | Runda play-off                                                  | Faza grupowa                                                    | Faza grupowa                                                    | Faza grupowa                                                    | Razem                                                           |
| --------------------------------------------------------------- | --- | --------------------------------------------------------------- | --------------------------------------------------------------- | --------------------------------------------------------------- | --------------------------------------------------------------- | --------------------------------------------------------------- | --------------------------------------------------------------- | --------------------------------------------------------------- | --------------------------------------------------------------- | --------------------------------------------------------------- | --------------------------------------------------------------- | --------------------------------------------------------------- |
| 1–3                                                             | Anglia • Hiszpania • Włochy |                                                                 |                                                                 |                                                                 |                                                                 |                                                                 |                                                                 | L4                                                              | L3                                                              | L2                                                              | L1                                                              | 4                                                               |
| 4–5                                                             | Niemcy • Francja |                                                                 |                                                                 |                                                                 |                                                                 |                                                                 |                                                                 | L3                                                              | L2                                                              | L1                                                              |                                                                 | 3                                                               |
| 6                                                               | Rosja |                                                                 |                                                                 |                                                                 |                                                                 |                                                                 | L3                                                              |                                                                 | L2                                                              | L1                                                              |                                                                 | 3                                                               |
| 7–13                                                            | Ukraina • Rumunia • Portugalia • Holandia • Turcja • Grecja • Szwajcaria |                                                                 |                                                                 |                                                                 |                                                                 |                                                                 | L2                                                              |                                                                 | L1                                                              |                                                                 |                                                                 | 2                                                               |
| 14–15                                                           | Belgia • Dania |                                                                 |                                                                 |                                                                 |                                                                 | L2                                                              | L1                                                              |                                                                 |                                                                 |                                                                 |                                                                 | 2                                                               |
| 16                                                              | Szkocja |                                                                 |                                                                 |                                                                 |                                                                 | L1                                                              |                                                                 |                                                                 |                                                                 |                                                                 |                                                                 | 1                                                               |
| 17–40 42–49                                                     | Bułgaria • Czechy • Austria • Izrael • Cypr • Norwegia • Słowacja • Szwecja • Serbia • Polska • Chorwacja • Białoruś • Irlandia • Finlandia • Bośnia i Hercegowina • Litwa • Łotwa • Mołdawia • Słowenia • Węgry • Gruzja • Azerbejdżan • Islandia • Macedonia • Kazachstan • Estonia • Albania • Armenia • Walia • Czarnogóra • Wyspy Owcze • Irlandia Północna |                                                                 |                                                                 | L1                                                              | L1                                                              |                                                                 |                                                                 |                                                                 |                                                                 |                                                                 |                                                                 | 1                                                               |
| 50–53                                                           | Luksemburg • Andora • Malta • San Marino | L1                                                              | L1                                                              |                                                                 |                                                                 |                                                                 |                                                                 |                                                                 |                                                                 |                                                                 |                                                                 | 1                                                               |
| Razem                                                           | Razem | 32                                                              | 32                                                              | 3                                                               | 3                                                               | 30                                                              | 30                                                              | 5                                                               | 22                                                              | 22                                                              | 22                                                              | 76                                                              |

#### Miejsce dla obrońcy tytułu Ligi Mistrzów UEFA
Zgodnie z punktem 2.03 regulaminu rozgrywek Ligi Mistrzów UEFA 2011/2012, obrońca tytułu z poprzedniej edycji miał zagwarantowane miejsce w tych rozgrywkach, o ile nie zakwalifikował się do nich dzięki pozycji zajętej w tabeli ligowej. Obowiązywały przy tym następujące zasady:
1. jeśli obrońca tytułu pochodzi z federacji, która posiada 4 reprezentantów w Lidze Mistrzów, i zajął w lidze krajowej miejsce uprawniające do gry w Lidze Europy UEFA, zastępuje on w Lidze Mistrzów 4. drużynę ligi, a ta zostaje przeniesiona do Ligi Europy, wobec czego liczba reprezentantów danej federacji w pucharach europejskich nie zmienia się[3];
2. jeśli obrońca tytułu pochodzi z federacji, która posiada 4 reprezentantów w Lidze Mistrzów, i nie zakwalifikował się do pucharów europejskich poprzez rozgrywki krajowe, zastępuje on w Lidze Mistrzów 4. drużynę ligi, a ta zostaje przeniesiona do Ligi Europy, wobec czego liczba reprezentantów danej federacji w pucharach europejskich zwiększa się o 1 zespół[3];
3. jeśli obrońca tytułu pochodzi z federacji, która posiada mniej niż 4 reprezentantów w Lidze Mistrzów, i zajął w lidze krajowej miejsce uprawniające do gry w Lidze Europy UEFA, otrzymuje on prawo gry w Lidze Mistrzów obok innych do tego uprawnionych drużyn, a liczba reprezentantów danej federacji w pucharach europejskich zwiększa się o 1 zespół[3];
4. jeśli obrońca tytułu pochodzi z federacji, która posiada mniej niż 4 reprezentantów w Lidze Mistrzów, i nie zakwalifikował się do pucharów europejskich poprzez rozgrywki krajowe, otrzymuje on prawo gry w Lidze Mistrzów obok innych do tego uprawnionych drużyn, a liczba reprezentantów danej federacji w pucharach europejskich zwiększa się o 1 zespół[3].

Zwycięzca Ligi Mistrzów UEFA 2010/2011 – FC Barcelona – uzyskał miejsce w fazie grupowej w Lidze Mistrzów UEFA dzięki zdobyciu mistrzostwa Hiszpanii.
W tej sytuacji nastąpiła zmiana w podziale miejsc w Lidze Mistrzów:
- miejsce w fazie grupowej zajął mistrz Szwajcarii 2010/2011 (13. w rankingu),
- miejsce w III rundzie kwalifikacyjnej zajął mistrz Szkocji 2010/2011 (16. w rankingu),
- miejsce w II rundzie kwalifikacyjnej zajęli mistrzowie Wysp Owczych i Irlandii Północnej 2010/2011 (48. i 49. w rankingu).

### Liga Europy UEFA
W fazie kwalifikacyjnej edycji 2011/2012 Ligi Europy udział bierze 161 zespołów z 53 federacji piłkarskich zrzeszonych w UEFA. Zespoły zostały przydzielone do danych rund tej fazy zgodnie z rankingiem współczynników ligowych UEFA 2010. W rundzie play-off kwalifikacji dołączy do nich 10 drużyn, które odpadły w III rundzie kwalifikacyjnej Ligi Mistrzów. Miejsce w fazie grupowej będą miały zagwarantowane drużyny, które odpadły w fazie play-off Ligi Mistrzów. W 1/16 finału zagrają również zespoły, które zajęły 3. miejsca w fazie grupowej Ligi Mistrzów.
Łącznie w rozgrywkach edycji 2011/2012 Ligi Europy wezmą udział 161 drużyny.
Liczba zespołów kwalifikujących się do Ligi Europy w sezonie 2011/2012:
- 4 drużyny z każdej z federacji zajmujących miejsca 7–9 w rankingu,
- 3 drużyny z każdej z federacji zajmujących miejsca 1–6 oraz 10–51 w rankingu (z wyjątkiem Liechtensteinu[2]),
- 2 drużyny z Malty i San Marino,
- 1 drużyna z Liechtensteinu,
- dodatkowo 1 drużyna z każdej z federacji zajmujących 3 najwyższe miejsca w rankingu Fair Play UEFA 2009/2010 (Anglia, Norwegia, Szwecja).

Prawo udziału w rozgrywkach można było uzyskać poprzez:
- zajęcie odpowiedniego miejsca w tabeli ligowej (najwyższe pozycje za miejscami uprawniającymi do gry w Lidze Mistrzów UEFA – z wyjątkiem Liechtensteinu[2]),
- zwycięstwo lub udział w finale pucharu krajowego (w przypadku federacji angielskiej także zwycięstwo w Pucharze Ligi),
- zwycięstwo w edycji 2010/2011 Ligi Europy UEFA (jeśli zdobywca tego trofeum nie uzyskał miejsca w Lidze Mistrzów lub Lidze Europy UEFA 2011/2012 dzięki pozycji zajętej w tabeli ligowej),
- zajęcie jednego z 3 najwyższych miejsc w rankingu Fair Play UEFA.

W przypadku, gdy dana drużyna uzyskała kwalifikację jednocześnie na 2 z wymienionych wyżej sposobów, obowiązywały następujące reguły (przez „przesunięcie o rundę wyżej” rozumie się np. umożliwienie startu danej drużynie w III rundzie kwalifikacji zamiast w II rundzie):
- jeśli zdobywca pucharu krajowego uzyskał jednocześnie prawo gry w Lidze Mistrzów, w Lidze Europy mógł wystąpić finalista tego pucharu, zajmując miejsce w najniższej rundzie z puli przeznaczonej dla danej federacji (z wyjątkiem miejsc Fair Play) – wówczas pozostałe zespoły zostały przesunięte odpowiednio o jedną rundę wyżej;
- jeśli zarówno zdobywca pucharu krajowego, jak i jego finalista uzyskali prawo gry w rozgrywkach UEFA, w Lidze Europy mogła wystąpić drużyna, która zajęła w tabeli ligowej najwyższe z miejsc poniżej tych, które uprawniały pierwotnie do gry w Lidze Europy – wówczas pozostałe zespoły zostały przesunięte odpowiednio o jedną rundę wyżej;
- zdobywca pucharu krajowego zajmował miejsce w odpowiedniej rundzie Ligi Europy, bez względu na uzyskanie w tabeli ligowej miejsca uprawniającego do startu w tej samej lub niższej rundzie – wówczas w Lidze Europy mogła wystąpić drużyna, która zajęła w tabeli ligowej najwyższe z miejsc poniżej tych, które uprawniały pierwotnie do gry w Lidze Europy a pozostałe zespoły zostały przesunięte odpowiednio o jedną rundę wyżej.

| Miejsca przysługujące danym federacjom w poszczególnych rundach | Miejsca przysługujące danym federacjom w poszczególnych rundach                                                       | Miejsca przysługujące danym federacjom w poszczególnych rundach | Miejsca przysługujące danym federacjom w poszczególnych rundach | Miejsca przysługujące danym federacjom w poszczególnych rundach | Miejsca przysługujące danym federacjom w poszczególnych rundach | Miejsca przysługujące danym federacjom w poszczególnych rundach | Miejsca przysługujące danym federacjom w poszczególnych rundach | Miejsca przysługujące danym federacjom w poszczególnych rundach | Miejsca przysługujące danym federacjom w poszczególnych rundach | Miejsca przysługujące danym federacjom w poszczególnych rundach | Miejsca przysługujące danym federacjom w poszczególnych rundach |
| Lp                                                              | Federacje | Faza kwalifikacyjna                                             | Faza kwalifikacyjna                                             | Faza kwalifikacyjna                                             | Faza kwalifikacyjna                                             | Faza kwalifikacyjna                                             | Faza kwalifikacyjna                                             | Faza kwalifikacyjna                                             | Faza kwalifikacyjna                                             | Faza grupowa                                                    | Razem                                                           |
| Lp                                                              | Federacje | I runda                                                         | I runda                                                         | II runda                                                        | II runda                                                        | III runda                                                       | III runda                                                       | Runda play-off                                                  | Runda play-off                                                  | Faza grupowa                                                    | Razem                                                           |
| --------------------------------------------------------------- | --- | --------------------------------------------------------------- | --------------------------------------------------------------- | --------------------------------------------------------------- | --------------------------------------------------------------- | --------------------------------------------------------------- | --------------------------------------------------------------- | --------------------------------------------------------------- | --------------------------------------------------------------- | --------------------------------------------------------------- | --------------------------------------------------------------- |
| 1                                                               | Anglia | FP                                                              | FP                                                              |                                                                 |                                                                 | L6                                                              | L6                                                              | L5                                                              | P1                                                              |                                                                 | 3+1                                                             |
| 2                                                               | Hiszpania |                                                                 |                                                                 |                                                                 |                                                                 |                                                                 |                                                                 | L5                                                              | P1                                                              |                                                                 | 3                                                               |
| 3                                                               | Włochy |                                                                 |                                                                 |                                                                 |                                                                 | L6                                                              | L6                                                              | L5                                                              | P1                                                              |                                                                 | 3                                                               |
| 4–6                                                             | Niemcy • Francja • Rosja                                                                                              |                                                                 |                                                                 |                                                                 |                                                                 | L5                                                              | L5                                                              | L4                                                              | P1                                                              |                                                                 | 3                                                               |
| 7–9                                                             | Ukraina • Rumunia • Portugalia                                                                                        |                                                                 |                                                                 | L5                                                              | L5                                                              | L4                                                              | L4                                                              | L3                                                              | P1                                                              |                                                                 | 4                                                               |
| 10–15                                                           | Holandia • Turcja • Grecja • Szwajcaria • Belgia • Dania                                                              |                                                                 |                                                                 | L4                                                              | L4                                                              | L3                                                              | L3                                                              | P1                                                              | P1                                                              |                                                                 | 3                                                               |
| 16-18                                                           | Szkocja • Bułgaria • Czechy                                                                                           |                                                                 |                                                                 | L3                                                              | L3                                                              | L2                                                              | P1                                                              |                                                                 |                                                                 |                                                                 | 3                                                               |
| 19–21                                                           | Austria • Izrael • Cypr                                                                                               |                                                                 |                                                                 | L3                                                              | L2                                                              | P1                                                              | P1                                                              |                                                                 |                                                                 |                                                                 | 3                                                               |
| 22                                                              | Norwegia | FP                                                              | L3                                                              | L2                                                              | L2                                                              | P1                                                              | P1                                                              |                                                                 |                                                                 |                                                                 | 3+1                                                             |
| 23                                                              | Słowacja | L3                                                              | L3                                                              | L2                                                              | L2                                                              | P1                                                              | P1                                                              |                                                                 |                                                                 |                                                                 | 3                                                               |
| 24                                                              | Szwecja | FP                                                              | L3                                                              | L2                                                              | L2                                                              | P1                                                              | P1                                                              |                                                                 |                                                                 |                                                                 | 3+1                                                             |
| 25–28                                                           | Serbia • Polska • Chorwacja • Białoruś                                                                                | L3                                                              | L3                                                              | L2                                                              | L2                                                              | P1                                                              | P1                                                              |                                                                 |                                                                 |                                                                 | 3                                                               |
| 29–32                                                           | Irlandia • Finlandia • Bośnia i Hercegowina • Litwa                                                                   | L3                                                              | L3                                                              | L2                                                              | P1                                                              |                                                                 |                                                                 |                                                                 |                                                                 |                                                                 | 3                                                               |
| 33–40                                                           | Łotwa • Mołdawia • Słowenia • Węgry • Gruzja • Azerbejdżan • Islandia • Macedonia                                     | L3                                                              | L2                                                              | P1                                                              | P1                                                              |                                                                 |                                                                 |                                                                 |                                                                 |                                                                 | 3                                                               |
| 41                                                              | Liechtenstein |                                                                 |                                                                 | P1                                                              | P1                                                              |                                                                 |                                                                 |                                                                 |                                                                 |                                                                 | 1                                                               |
| 42–51                                                           | Kazachstan • Estonia • Albania • Armenia • Walia • Czarnogóra • Wyspy Owcze • Irlandia Północna • Luksemburg • Andora | L3                                                              | L2                                                              | P1                                                              | P1                                                              |                                                                 |                                                                 |                                                                 |                                                                 |                                                                 | 3                                                               |
| 52–53                                                           | Malta • San Marino | L2                                                              | L2                                                              | P1                                                              | P1                                                              |                                                                 |                                                                 |                                                                 |                                                                 |                                                                 | 2                                                               |
| Razem                                                           | Razem | 50                                                              | 50                                                              | 55                                                              | 55                                                              | 30                                                              | 30                                                              | 26                                                              | 26                                                              | –                                                               | 161                                                             |

#### Miejsce dla obrońcy tytułu Ligi Europy UEFA
Zgodnie z punktem 2.06 regulaminu rozgrywek Ligi Europy UEFA 2010/2011, obrońca tytułu z poprzedniej edycji miał zagwarantowane miejsce w tych rozgrywkach, o ile nie zakwalifikował się – dzięki pozycji zajętej w tabeli ligowej – do Ligi Mistrzów UEFA. Wówczas miał on prawo gry w fazie grupowej Ligi Europy UEFA. Obowiązywały przy tym następujące zasady:
1. jeśli obrońca tytułu zakwalifikował się do Ligi Europy UEFA również dzięki miejscu w lidze lub udziałowi w finale pucharu krajowego, wtedy liczba miejsc przysługujących danej federacji nie ulega zmianie;
2. jeśli obrońca tytułu nie zajął żadnego z miejsc w rozgrywkach krajowych uprawniających do gry w europejskich pucharach, występuje on w Lidze Europy UEFA jako dodatkowa drużyna z danej federacji.

Zwycięzca Ligi Europy UEFA 2010/2011 – FC Porto – uzyskał prawo gry w Lidze Mistrzów UEFA dzięki zdobyciu mistrzostwa Portugalii.
W tej sytuacji nastąpiła zmiana w podziale miejsc w Lidze Europy:
- miejsce w fazie play-off kwalifikacji zajęli zdobywcy pucharu Szkocji i Bułgarii 2010/2011 (16. i 17. miejsce w rankingu)
- miejsce w III rundzie kwalifikacyjnej zajęli zdobywcy pucharu Białorusi i Irlandii 2010 (28. i 29. miejsce w rankingu),
- miejsce w II rundzie kwalifikacyjnej zajęli zdobywcy pucharu Malty i San Marino 2009/2010 (52. i 53. w rankingu), a także wicemistrz Łotwy 2010 (33. miejsce w rankingu) oraz wicemistrz Mołdawii 2010/2011 (34. miejsce w rankingu).

## Przedstawiciele poszczególnych federacji
Federacje piłkarskie zostały ułożone w kolejności zgodnej z pozycjami zajmowanymi w rankingu współczynników ligowych UEFA 2010.
Oznaczenia w tabeli:
- wsp. – współczynnik klubowy drużyny z 2011 roku,
- runda pierwsza – runda, w której dana drużyna rozpoczęła swój udział w rozgrywkach,
- runda ostatnia – runda, w której dana drużyna zakończyła swój udział w rozgrywkach,
- – zdobywca pucharu krajowego,
- – finalista pucharu krajowego (oznaczenie użyte w przypadkach, w których wyróżnienie w tabeli obu finalistów uzasadnia podział miejsc w Lidze Europy UEFA).

### Miejsca 1–10 w rankingu UEFA
Anglia
| Drużyna         | Drużyna           | Wsp.                           | Sposób kwalifikacji            | Runda pierwsza              | Runda ostatnia  |
| --------------- | ----------------- | ------------------------------ | ------------------------------ | --------------------------- | --------------- |
|                 | Manchester United | 151.157                        | 1. miejsce w lidze (2010/2011) | faza grupowa LM             | 1/8 finału LE   |
| Chelsea         | 129.157           | 2. miejsce w lidze (2010/2011) | finał LM                       | faza grupowa LM             |                 |
| Manchester City | 47.157            | 3. miejsce w lidze (2010/2011) | 1/8 finału LE                  | faza grupowa LM             |                 |
|                 | Arsenal           | 108.157                        | 4. miejsce w lidze (2010/2011) | runda play-off LM           | 1/8 finału LM   |
|                 | Tottenham Hotspur | 78.157                         | 5. miejsce w lidze (2010/2011) | runda play-off LE           | faza grupowa LE |
| Birmingham City | 17.157            | zdob. pucharu ligi (2010/2011) |                                | runda play-off LE           | faza grupowa LE |
|                 | Stoke City        | 17.157                         | finalista pucharu (2010/2011)  | III runda kwalifikacyjna LE | 1/16 finału LE  |
|                 | Fulham            | 40.157                         | ranking Fair Play (2010/2011)  | I runda kwalifikacyjna LE   | faza grupowa LE |

Hiszpania
| Drużyna         | Drużyna         | Wsp.                           | Sposób kwalifikacji            | Runda pierwsza                 | Runda ostatnia              |
| --------------- | --------------- | ------------------------------ | ------------------------------ | ------------------------------ | --------------------------- |
|                 | FC Barcelona    | 141.465                        | 1. miejsce w lidze (2010/2011) | faza grupowa LM                | 1/2 finału LM               |
| Real Madryt     | 103.465         | 2. miejsce w lidze (2010/2011) |                                | faza grupowa LM                | 1/2 finału LM               |
| Valencia CF     | 85.465          | 3. miejsce w lidze (2010/2011) | 1/2 finału LE                  | faza grupowa LM                |                             |
|                 | Villarreal CF   | 75.465                         | 4. miejsce w lidze (2010/2011) | runda play-off LM              | faza grupowa LM             |
|                 | Sevilla FC      | 93.465                         | 5. miejsce w lidze (2010/2011) | runda play-off LE              | runda play-off LE           |
| Athletic Bilbao | 24.465          | 6. miejsce w lidze (2010/2011) | finał LE                       | runda play-off LE              |                             |
|                 | Atlético Madryt | 70.465                         | finał LE                       | 7. miejsce w lidze (2010/2011) | III runda kwalifikacyjna LE |

Włochy
| Drużyna        | Drużyna | Wsp.                           | Sposób kwalifikacji            | Runda pierwsza              | Runda ostatnia              |
| -------------- | ------- | ------------------------------ | ------------------------------ | --------------------------- | --------------------------- |
|                | Milan   | 94.110                         | 1. miejsce w lidze (2010/2011) | faza grupowa LM             | 1/4 finału LM               |
| Inter Mediolan | 100.110 | 2. miejsce w lidze (2010/2011) | 1/8 finału LM                  | faza grupowa LM             |                             |
| Napoli         | 21.110  | 3. miejsce w lidze (2010/2011) | 1/8 finału LM                  | faza grupowa LM             |                             |
|                | Udinese | 27.110                         | 4. miejsce w lidze (2010/2011) | runda play-off LM           | 1/8 finału LE               |
|                | Lazio   | 23.110                         | 5. miejsce w lidze (2010/2011) | runda play-off LE           | 1/16 finału LE              |
| Roma           | 85.110  | 6. miejsce w lidze (2010/2011) | runda play-off LE              | runda play-off LE           |                             |
|                | Palermo | 26.110                         | finalista pucharu (2010/2011)  | III runda kwalifikacyjna LE | III runda kwalifikacyjna LE |

Niemcy
| Drużyna          | Drużyna           | Wsp.                           | Sposób kwalifikacji            | Runda pierwsza              | Runda ostatnia              |
| ---------------- | ----------------- | ------------------------------ | ------------------------------ | --------------------------- | --------------------------- |
|                  | Borussia Dortmund | 22.887                         | 1. miejsce w lidze (2010/2011) | faza grupowa LM             | faza grupowa LM             |
| Bayer Leverkusen | 54.887            | 2. miejsce w lidze (2010/2011) | faza grupowa LM                | 1/8 finału LM               |                             |
|                  | Bayern Monachium  | 118.887                        | 3. miejsce w lidze (2010/2011) | runda play-off LM           | finał LM                    |
|                  | Hannover 96       | 13.887                         | 4. miejsce w lidze (2010/2011) | runda play-off LE           | 1/4 finału LE               |
| FC Schalke 04    | 61.887            | zdobywca pucharu (2010/2011)   |                                | runda play-off LE           | 1/4 finału LE               |
|                  | 1. FSV Mainz 05   | 13.887                         | 5. miejsce w lidze (2010/2011) | III runda kwalifikacyjna LE | III runda kwalifikacyjna LE |

Francja
| Drużyna            | Drużyna             | Wsp.                           | Sposób kwalifikacji            | Runda pierwsza              | Runda ostatnia  |
| ------------------ | ------------------- | ------------------------------ | ------------------------------ | --------------------------- | --------------- |
|                    | Lille OSC           | 40.735                         | 1. miejsce w lidze (2010/2011) | faza grupowa LM             | faza grupowa LM |
| Olympique Marsylia | 68.735              | 2. miejsce w lidze (2010/2011) | faza grupowa LM                | 1/4 finału LM               |                 |
|                    | Olympique Lyon      | 92.735                         | 3. miejsce w lidze (2010/2011) | runda play-off LM           | 1/8 finału LM   |
|                    | Paris Saint-Germain | 51.735                         | 4. miejsce w lidze (2010/2011) | runda play-off LE           | faza grupowa LE |
| Sochaux            | 12.735              | 5. miejsce w lidze (2010/2011) | runda play-off LE              | runda play-off LE           |                 |
|                    | Stade Rennes        | 16.735                         | 6. miejsce w lidze (2010/2011) | III runda kwalifikacyjna LE | faza grupowa LE |

Rosja
| Drużyna          | Drużyna             | Wsp.                      | Sposób kwalifikacji           | Runda pierwsza              | Runda ostatnia    |
| ---------------- | ------------------- | ------------------------- | ----------------------------- | --------------------------- | ----------------- |
|                  | Zenit Petersburg    | 60.441                    | 1. miejsce w lidze (2010)     | faza grupowa LM             | 1/8 finału LM     |
| CSKA Moskwa      | 73.941              | 2. miejsce w lidze (2010) |                               | faza grupowa LM             | 1/8 finału LM     |
|                  | Rubin Kazań         | 31.941                    | 3. miejsce w lidze (2010)     | III runda kwalifikacyjna LM | 1/16 finału LE    |
|                  | Spartak Moskwa      | 51.941                    | 4. miejsce w lidze (2010)     | runda play-off LE           | runda play-off LE |
| Lokomotiw Moskwa | 18.441              | 5. miejsce w lidze (2010) | 1/16 finału LE                | runda play-off LE           |                   |
|                  | Ałanija Władykaukaz | 8.941                     | finalista pucharu (2010/2011) | III runda kwalifikacyjna LE | runda play-off LE |

Ukraina
| Drużyna | Drużyna          | Wsp.                           | Sposób kwalifikacji            | Runda pierwsza                 | Runda ostatnia              |
| ------- | ---------------- | ------------------------------ | ------------------------------ | ------------------------------ | --------------------------- |
|         | Szachtar Donieck | 87.776                         | 1. miejsce w lidze (2010/2011) | faza grupowa LM                | faza grupowa LM             |
|         | Dynamo Kijów     | 60.776                         | 2. miejsce w lidze (2010/2011) | III runda kwalifikacyjna LM    | faza grupowa LE             |
|         | Metalist Charków | 34.276                         | 3. miejsce w lidze (2010/2011) | runda play-off LE              | 1/4 finału LE               |
| Dnipro  | 12.276           | 4. miejsce w lidze (2010/2011) | runda play-off LE              | runda play-off LE              |                             |
|         | Karpaty Lwów     | 10.776                         | runda play-off LE              | 5. miejsce w lidze (2010/2011) | III runda kwalifikacyjna LE |
|         | Worskła Połtawa  | 10.276                         | 6. miejsce w lidze (2010/2011) | II runda kwalifikacyjna LE     | faza grupowa LE             |

Rumunia
| Drużyna         | Drużyna          | Wsp.                           | Sposób kwalifikacji            | Runda pierwsza              | Runda ostatnia    |
| --------------- | ---------------- | ------------------------------ | ------------------------------ | --------------------------- | ----------------- |
|                 | Oțelul Gałacz    | 5.164                          | 1. miejsce w lidze (2010/2011) | faza grupowa LM             | faza grupowa LM   |
|                 | FC Vaslui        | 10.164                         | 3. miejsce w lidze (2010/2011) | III runda kwalifikacyjna LM | faza grupowa LE   |
|                 | Steaua Bukareszt | 29.164                         | zdobywca pucharu (2010/2011)   | runda play-off LE           | 1/16 finału LE    |
| Rapid Bukareszt | 16.164           | 4. miejsce w lidze (2010/2011) | faza grupowa LE                | runda play-off LE           |                   |
|                 | Dinamo Bukareszt | 22.164                         | 6. miejsce w lidze (2010/2011) | III runda kwalifikacyjna LE | runda play-off LE |
|                 | Gaz Metan        | 5.164                          | 7. miejsce w lidze (2010/2011) | II runda kwalifikacyjna LE  | runda play-off LE |

- Uwaga: wicemistrz kraju FC Timișoara z powodu problemów finansowych nie otrzymała licencji na kolejny sezon. Drużyna została wycofana także z europejskich pucharów, a wszystkie pozostałe drużyny zostały przesunięte do wyższej fazy turnieju[10]. Prawo gry w pucharach uzyskała ponadto 7. drużyna sezonu Gaz Metan

Portugalia
| Drużyna  | Drużyna           | Wsp.                           | Sposób kwalifikacji            | Runda pierwsza              | Runda ostatnia    |
| -------- | ----------------- | ------------------------------ | ------------------------------ | --------------------------- | ----------------- |
|          | FC Porto          | 100.319                        | 1. miejsce w lidze (2010/2011) | faza grupowa LM             | 1/16 finału LE    |
|          | SL Benfica        | 81.319                         | 2. miejsce w lidze (2010/2011) | III runda kwalifikacyjna LM | 1/4 finału LM     |
|          | Sporting CP       | 68.319                         | 3. miejsce w lidze (2010/2011) | runda play-off LE           | 1/2 finału LE     |
| SC Braga | 62.319            | 4. miejsce w lidze (2010/2011) | 1/16 finału LE                 | runda play-off LE           |                   |
|          | Vitória Guimarães | 11.319                         | 5. miejsce w lidze (2010/2011) | III runda kwalifikacyjna LE | Runda play-off LE |
|          | CD Nacional       | 14.319                         | 6. miejsce w lidze (2010/2011) | II runda kwalifikacyjna LE  | Runda play-off LE |

Holandia
| Drużyna | Drużyna       | Wsp.   | Sposób kwalifikacji            | Runda pierwsza              | Runda ostatnia              |
| ------- | ------------- | ------ | ------------------------------ | --------------------------- | --------------------------- |
|         | Ajax          | 56.025 | 1. miejsce w lidze (2010/2011) | faza grupowa LM             | 1/16 finału LE              |
|         | Twente        | 41.025 | 2. miejsce w lidze (2010/2011) | III runda kwalifikacyjna LM | 1/8 finału LE               |
|         | PSV Eindhoven | 74.025 | 3. miejsce w lidze (2010/2011) | runda play-off LE           | 1/8 finału LE               |
|         | AZ Alkmaar    | 43.025 | 4. miejsce w lidze (2010/2011) | III runda kwalifikacyjna LE | 1/4 finału LE               |
|         | ADO Den Haag  | 8.025  | zwycięzca baraży (2010/2011)   | II runda kwalifikacyjna LE  | III runda kwalifikacyjna LE |

### Miejsca 11–20 w rankingu UEFA
Turcja
| Drużyna | Drużyna       | Wsp.   | Sposób kwalifikacji            | Runda pierwsza              | Runda ostatnia              |
| ------- | ------------- | ------ | ------------------------------ | --------------------------- | --------------------------- |
|         | Fenerbahçe SK | 50.510 | 1. miejsce w lidze (2010/2011) | faza grupowa LM             | Wykluczenie z rozgrywek     |
|         | Trabzonspor   | 12.010 | 2. miejsce w lidze (2010/2011) | III runda kwalifikacyjna LM | 1/16 finału LE              |
|         | Beşiktaş JK   | 37.010 | zdobywca pucharu (2010/2011)   | runda play-off LE           | 1/8 finału LE               |
|         | Bursaspor     | 12.010 | 3. miejsce w lidze (2010/2011) | III runda kwalifikacyjna LE | runda play-off LE           |
|         | Gaziantepspor | 7.010  | 4. miejsce w lidze (2010/2011) | II runda kwalifikacyjna LE  | III runda kwalifikacyjna LE |

Grecja
| Drużyna | Drużyna          | Wsp.   | Sposób kwalifikacji            | Runda pierwsza              | Runda ostatnia                  |
| ------- | ---------------- | ------ | ------------------------------ | --------------------------- | ------------------------------- |
|         | Olympiakos SFP   | 50.833 | 1. miejsce w lidze (2010/2011) | faza grupowa LM             | 1/8 finału LE                   |
|         | Panathinaikos AO | 57.833 | 2. miejsce w lidze (2010/2011) | III runda kwalifikacyjna LM | runda play-off LE               |
|         | AEK Ateny        | 30.833 | zdobywca pucharu (2010/2011)   | runda play-off LE           | faza grupowa LE                 |
|         | PAOK FC          | 17.333 | 4. miejsce w lidze (2010/2011) | III runda kwalifikacyjna LE | 1/16 finału LE                  |
|         | Olympiakos Wolos | 6.833  | 5. miejsce w lidze (2010/2011) | II runda kwalifikacyjna LE  | wykluczenie z rundy play-off LE |

Szwajcaria
| Drużyna | Drużyna        | Wsp.   | Sposób kwalifikacji            | Runda pierwsza              | Runda ostatnia    |
| ------- | -------------- | ------ | ------------------------------ | --------------------------- | ----------------- |
|         | FC Basel       | 39.980 | 1. miejsce w lidze (2010/2011) | faza grupowa LM             | 1/8 finału LM     |
|         | FC Zürich      | 18.980 | 2. miejsce w lidze (2010/2011) | III runda kwalifikacyjna LM | faza grupowa LE   |
|         | FC Sion        | 9.480  | zdobywca pucharu (2010/2011)   | runda play-off LE           | runda play-off LE |
|         | BSC Young Boys | 14.980 | 3. miejsce w lidze (2010/2011) | III runda kwalifikacyjna LE | runda play-off LE |
|         | FC Thun        | 4.980  | 5. miejsce w lidze (2010/2011) | II runda kwalifikacyjna LE  | runda play-off LE |

Belgia
| Drużyna        | Drużyna        | Wsp.                           | Sposób kwalifikacji            | Runda pierwsza              | Runda ostatnia              |
| -------------- | -------------- | ------------------------------ | ------------------------------ | --------------------------- | --------------------------- |
|                | KRC Genk       | 8.400                          | 1. miejsce w lidze (2010/2011) | III runda kwalifikacyjna LM | faza grupowa LM             |
| Standard Liège | 32.400         | 2. miejsce w lidze (2010/2011) | 1/8 finału LE                  | III runda kwalifikacyjna LM |                             |
|                | RSC Anderlecht | 42.400                         | 3. miejsce w lidze (2010/2011) | runda play-off LE           | 1/16 finału LE              |
|                | Club Brugge    | 31.400                         | 4. miejsce w lidze (2010/2011) | III runda kwalifikacyjna LE | 1/16 finału LE              |
|                | KVC Westerlo   | 5.400                          | zwycięzca barażu (2010/2011)   | II runda kwalifikacyjna LE  | III runda kwalifikacyjna LE |

Dania
| Drużyna   | Drużyna         | Wsp.                           | Sposób kwalifikacji            | Runda pierwsza              | Runda ostatnia              |
| --------- | --------------- | ------------------------------ | ------------------------------ | --------------------------- | --------------------------- |
|           | FC Kopenhaga    | 51.110                         | 1. miejsce w lidze (2010/2011) | III runda kwalifikacyjna LM | faza grupowa LE             |
| Odense BK | 18.610          | 2. miejsce w lidze (2010/2011) |                                | III runda kwalifikacyjna LM | faza grupowa LE             |
|           | FC Nordsjælland | 7.110                          | zwycięzca pucharu (2010/2011)  | runda play-off LE           | runda play-off LE           |
|           | Brøndby IF      | 10.110                         | 3. miejsce w lidze (2010/2011) | III runda kwalifikacyjna LE | III runda kwalifikacyjna LE |
|           | FC Midtjylland  | 6.110                          | 4. miejsce w lidze (2010/2011) | II runda kwalifikacyjna LE  | III runda kwalifikacyjna LE |

Szkocja
| Drużyna | Drużyna             | Wsp.   | Sposób kwalifikacji            | Runda pierwsza              | Runda ostatnia             |
| ------- | ------------------- | ------ | ------------------------------ | --------------------------- | -------------------------- |
|         | Rangers             | 56.028 | 1. miejsce w lidze (2010/2011) | III runda kwalifikacyjna LM | runda play-off LE          |
|         | Celtic              | 39.528 | zwycięzca pucharu (2010/2011)  | runda play-off LE           | faza grupowa LE            |
|         | Heart of Midlothian | 7.528  | 3. miejsce w lidze (2010/2011) | III runda kwalifikacyjna LE | runda play-off LE          |
|         | Dundee United       | 6.528  | 4. miejsce w lidze (2010/2011) | II runda kwalifikacyjna LE  | II runda kwalifikacyjna LE |

Bułgaria
| Drużyna | Drużyna         | Wsp.   | Sposób kwalifikacji            | Runda pierwsza              | Runda ostatnia              |
| ------- | --------------- | ------ | ------------------------------ | --------------------------- | --------------------------- |
|         | Liteks Łowecz   | 8.575  | 1. miejsce w lidze (2010/2011) | II runda kwalifikacyjna LM  | runda play-off LE           |
|         | CSKA Sofia      | 10.575 | zdobywca pucharu (2010/2011)   | runda play-off LE           | runda play-off LE           |
|         | Lewski Sofia    | 14.575 | 2. miejsce w lidze (2010/2011) | III runda kwalifikacyjna LE | III runda kwalifikacyjna LE |
|         | Łokomotiw Sofia | 7.575  | 3. miejsce w lidze (2010/2011) | II runda kwalifikacyjna LE  | III runda kwalifikacyjna LE |

Czechy
| Drużyna      | Drużyna           | Wsp.                           | Sposób kwalifikacji            | Runda pierwsza              | Runda ostatnia              |
| ------------ | ----------------- | ------------------------------ | ------------------------------ | --------------------------- | --------------------------- |
|              | Viktoria Pilzno   | 5.170                          | 1. miejsce w lidze (2010/2011) | II runda kwalifikacyjna LM  | 1/16 finału LE              |
|              | FK Mladá Boleslav | 13.170                         | zdobywca pucharu (2010/2011)   | III runda kwalifikacyjna LE | III runda kwalifikacyjna LE |
| Sparta Praga | 30.170            | 2. miejsce w lidze (2010/2011) | III runda kwalifikacyjna LE    | runda play-off LE           |                             |
|              | FK Jablonec       | 5.170                          | 3. miejsce w lidze (2010/2011) | II runda kwalifikacyjna LE  | III runda kwalifikacyjna LE |

Austria
| Drużyna        | Drużyna           | Wsp.                           | Sposób kwalifikacji            | Runda pierwsza              | Runda ostatnia    |
| -------------- | ----------------- | ------------------------------ | ------------------------------ | --------------------------- | ----------------- |
|                | Sturm Graz        | 8.640                          | 1. miejsce w lidze (2010/2011) | II runda kwalifikacyjna LM  | faza grupowa LE   |
|                | SV Ried           | 4.140                          | zdobywca pucharu (2010/2011)   | III runda kwalifikacyjna LE | runda play-off LE |
|                | Red Bull Salzburg | 22.140                         | 2. miejsce w lidze (2010/2011) | II runda kwalifikacyjna LE  | 1/16 finału LE    |
| Austria Wiedeń | 16.640            | 3. miejsce w lidze (2010/2011) | faza grupowa LE                | II runda kwalifikacyjna LE  |                   |

Izrael
| Drużyna              | Drużyna          | Wsp.                           | Sposób kwalifikacji            | Runda pierwsza              | Runda ostatnia  |
| -------------------- | ---------------- | ------------------------------ | ------------------------------ | --------------------------- | --------------- |
|                      | Maccabi Hajfa    | 21.400                         | 1. miejsce w lidze (2010/2011) | II runda kwalifikacyjna LM  | faza grupowa LE |
|                      | Hapoel Tel Awiw  | 36.400                         | zdobywca pucharu (2010/2011)   | III runda kwalifikacyjna LE | faza grupowa LE |
|                      | Maccabi Tel Awiw | 5.900                          | 3. miejsce w lidze (2010/2011) | II runda kwalifikacyjna LE  | faza grupowa LE |
| Bene Jehuda Tel Awiw | 6.400            | 4. miejsce w lidze (2010/2011) | III runda kwalifikacyjna LE    | II runda kwalifikacyjna LE  |                 |

### Miejsca 21–30 w rankingu UEFA
Cypr
| Drużyna     | Drużyna              | Wsp.                           | Sposób kwalifikacji            | Runda pierwsza              | Runda ostatnia              |
| ----------- | -------------------- | ------------------------------ | ------------------------------ | --------------------------- | --------------------------- |
|             | APOEL Nikozja        | 13.124                         | 1. miejsce w lidze (2010/2011) | II runda kwalifikacyjna LM  | 1/4 finału LM               |
|             | Omonia Nikozja       | 6.124                          | zdobywca pucharu (2010/2011)   | III runda kwalifikacyjna LE | runda play-off LE           |
|             | Anorthosis Famagusta | 14.624                         | 2. miejsce w lidze (2010/2011) | II runda kwalifikacyjna LE  | III runda kwalifikacyjna LE |
| AEK Larnaka | 3.624                | 3. miejsce w lidze (2010/2011) | faza grupowa LE                | II runda kwalifikacyjna LE  |                             |

Norwegia
| Drużyna      | Drużyna           | Wsp.                          | Sposób kwalifikacji       | Runda pierwsza              | Runda ostatnia              |
| ------------ | ----------------- | ----------------------------- | ------------------------- | --------------------------- | --------------------------- |
|              | Rosenborg BK      | 19.375                        | 1. miejsce w lidze (2010) | II runda kwalifikacyjna LM  | runda play-off LE           |
|              | Strømsgodset IF   | 2.875                         | zdobywca pucharu (2010)   | III runda kwalifikacyjna LE | III runda kwalifikacyjna LE |
|              | Vålerenga Fotball | 4.875                         | 2. miejsce w lidze (2010) | II runda kwalifikacyjna LE  | III runda kwalifikacyjna LE |
|              | Tromsø IL         | 4.375                         | 3. miejsce w lidze (2010) | I runda kwalifikacyjna LE   | II runda kwalifikacyjna LE  |
| Aalesunds FK | 3.875             | ranking Fair Play (2010/2011) | runda play-off LE         | I runda kwalifikacyjna LE   |                             |

Słowacja
| Drużyna | Drużyna           | Wsp.   | Sposób kwalifikacji            | Runda pierwsza              | Runda ostatnia              |
| ------- | ----------------- | ------ | ------------------------------ | --------------------------- | --------------------------- |
|         | Slovan Bratysława | 5.899  | 1. miejsce w lidze (2010/2011) | II runda kwalifikacyjna LM  | faza grupowa LE             |
|         | FK Senica         | 2.899  | 2. miejsce w lidze (2010/2011) | III runda kwalifikacyjna LE | III runda kwalifikacyjna LE |
|         | MŠK Žilina        | 14.399 | 3. miejsce w lidze (2010/2011) | II runda kwalifikacyjna LE  | II runda kwalifikacyjna LE  |
|         | Spartak Trnawa    | 3.399  | 4. miejsce w lidze (2010/2011) | I runda kwalifikacyjna LE   | runda play-off LE           |

Szwecja
| Drużyna   | Drużyna         | Wsp.                          | Sposób kwalifikacji       | Runda pierwsza              | Runda ostatnia              |
| --------- | --------------- | ----------------------------- | ------------------------- | --------------------------- | --------------------------- |
|           | Malmö FF        | 2.825                         | 1. miejsce w lidze (2010) | II runda kwalifikacyjna LM  | faza grupowa LE             |
|           | Helsingborgs IF | 10.825                        | zdobywca pucharu (2010)   | III runda kwalifikacyjna LE | runda play-off LE           |
|           | Örebro SK       | 2.825                         | 3. miejsce w lidze (2010) | II runda kwalifikacyjna LE  | II runda kwalifikacyjna LE  |
|           | IF Elfsborg     | 8.825                         | 4. miejsce w lidze (2010) | I runda kwalifikacyjna LE   | III runda kwalifikacyjna LE |
| BK Häcken | 2.825           | ranking Fair Play (2010/2011) |                           | I runda kwalifikacyjna LE   | III runda kwalifikacyjna LE |

Serbia
| Drużyna | Drużyna          | Wsp.   | Sposób kwalifikacji            | Runda pierwsza              | Runda ostatnia             |
| ------- | ---------------- | ------ | ------------------------------ | --------------------------- | -------------------------- |
|         | Partizan Belgrad | 15.850 | 1. miejsce w lidze (2010/2011) | II runda kwalifikacyjna LM  | runda play-off LE          |
|         | FK Crvena zvezda | 9.350  | 2. miejsce w lidze (2010/2011) | III runda kwalifikacyjna LE | runda play-off LE          |
|         | FK Vojvodina     | 3.850  | 3. miejsce w lidze (2010/2011) | II runda kwalifikacyjna LE  | II runda kwalifikacyjna LE |
|         | FK Rad           | 2.850  | 4. miejsce w lidze (2010/2011) | I runda kwalifikacyjna LE   | II runda kwalifikacyjna LE |

Polska
| Drużyna | Drużyna               | Wsp.   | Sposób kwalifikacji            | Runda pierwsza              | Runda ostatnia            |
| ------- | --------------------- | ------ | ------------------------------ | --------------------------- | ------------------------- |
|         | Wisła Kraków          | 10.183 | 1. miejsce w lidze (2010/2011) | II runda kwalifikacyjna LM  | 1/16 finału LE            |
|         | Legia Warszawa        | 5.183  | zdobywca pucharu (2010/2011)   | III runda kwalifikacyjna LE | 1/16 finału LE            |
|         | Śląsk Wrocław         | 3.183  | 2. miejsce w lidze (2010/2011) | II runda kwalifikacyjna LE  | runda play-off LE         |
|         | Jagiellonia Białystok | 4.183  | 4. miejsce w lidze (2010/2011) | I runda kwalifikacyjna LE   | I runda kwalifikacyjna LE |

Chorwacja
| Drużyna | Drużyna        | Wsp.   | Sposób kwalifikacji            | Runda pierwsza              | Runda ostatnia              |
| ------- | -------------- | ------ | ------------------------------ | --------------------------- | --------------------------- |
|         | Dinamo Zagrzeb | 20.224 | 1. miejsce w lidze (2010/2011) | II runda kwalifikacyjna LM  | faza grupowa LM             |
|         | Hajduk Split   | 6.224  | 2. miejsce w lidze (2010/2011) | III runda kwalifikacyjna LE | III runda kwalifikacyjna LE |
|         | RNK Split      | 3.224  | 3. miejsce w lidze (2010/2011) | II runda kwalifikacyjna LE  | III runda kwalifikacyjna LE |
|         | NK Varaždin    | 3.224  | finalista pucharu (2010/2011)  | I runda kwalifikacyjna LE   | III runda kwalifikacyjna LE |

Białoruś
| Drużyna | Drużyna             | Wsp.   | Sposób kwalifikacji          | Runda pierwsza              | Runda ostatnia              |
| ------- | ------------------- | ------ | ---------------------------- | --------------------------- | --------------------------- |
|         | BATE Borysów        | 23.216 | 1. miejsce w lidze (2010)    | II runda kwalifikacyjna LM  | faza grupowa LM             |
|         | FK Homel            | 3.216  | zdobywca pucharu (2010/2011) | III runda kwalifikacyjna LE | III runda kwalifikacyjna LE |
|         | Szachcior Soligorsk | 3.216  | 2. miejsce w lidze (2010)    | II runda kwalifikacyjna LE  | II runda kwalifikacyjna LE  |
|         | FK Mińsk            | 3.216  | 3. miejsce w lidze (2010)    | I runda kwalifikacyjna LE   | II runda kwalifikacyjna LE  |

Irlandia
| Drużyna | Drużyna                | Wsp.  | Sposób kwalifikacji       | Runda pierwsza              | Runda ostatnia              |
| ------- | ---------------------- | ----- | ------------------------- | --------------------------- | --------------------------- |
|         | Shamrock Rovers        | 2.741 | 1. miejsce w lidze (2010) | II runda kwalifikacyjna LM  | faza grupowa LE             |
|         | Sligo Rovers           | 1.991 | zdobywca pucharu (2010)   | III runda kwalifikacyjna LE | III runda kwalifikacyjna LE |
|         | Bohemian F.C.          | 3.741 | 2. miejsce w lidze (2010) | II runda kwalifikacyjna LE  | II runda kwalifikacyjna LE  |
|         | St. Patrick’s Athletic | 4.241 | 5. miejsce w lidze (2010) | I runda kwalifikacyjna LE   | III runda kwalifikacyjna LE |

- Uwaga: 4. drużyna ligi – Sporting Fingal – nie otrzymała licencji na grę w europejskich pucharach i została zastąpiona przez 5. drużynę ligi – St. Patrick’s Athletic[14]

Finlandia
| Drużyna     | Drużyna          | Wsp.                      | Sposób kwalifikacji       | Runda pierwsza             | Runda ostatnia             |
| ----------- | ---------------- | ------------------------- | ------------------------- | -------------------------- | -------------------------- |
|             | HJK Helsinki     | 3.793                     | 1. miejsce w lidze (2010) | II runda kwalifikacyjna LM | runda play-off LE          |
|             | Turun Palloseura | 2.293                     | zdobywca pucharu (2010)   | II runda kwalifikacyjna LE | II runda kwalifikacyjna LE |
| KuPS Kuopio | 1.793            | 2. miejsce w lidze (2010) |                           | II runda kwalifikacyjna LE | II runda kwalifikacyjna LE |
|             | FC Honka         | 3.293                     | 4. miejsce w lidze (2010) | I runda kwalifikacyjna LE  | II runda kwalifikacyjna LE |

### Miejsca 31–40 w rankingu UEFA
Bośnia i Hercegowina
| Drużyna     | Drużyna          | Wsp.                           | Sposób kwalifikacji            | Runda pierwsza             | Runda ostatnia              |
| ----------- | ---------------- | ------------------------------ | ------------------------------ | -------------------------- | --------------------------- |
|             | Borac Banja Luka | 2.324                          | 1. miejsce w lidze (2010/2011) | II runda kwalifikacyjna LM | II runda kwalifikacyjna LM  |
|             | FK Željezničar   | 2.824                          | zdobywca pucharu (2010/2011)   | II runda kwalifikacyjna LE | III runda kwalifikacyjna LE |
| FK Sarajevo | 3.324            | 2. miejsce w lidze (2010/2011) |                                | II runda kwalifikacyjna LE | III runda kwalifikacyjna LE |
|             | NK Široki Brijeg | 2.824                          | 4. miejsce w lidze (2010/2011) | I runda kwalifikacyjna LE  | I runda kwalifikacyjna LE   |

Litwa
| Drużyna        | Drużyna           | Wsp.                      | Sposób kwalifikacji         | Runda pierwsza             | Runda ostatnia             |
| -------------- | ----------------- | ------------------------- | --------------------------- | -------------------------- | -------------------------- |
|                | Ekranas Poniewież | 3.541                     | 1. miejsce w lidze (2010)   | II runda kwalifikacyjna LM | runda play-off LE          |
|                | Sūduva Mariampol  | 2.541                     | 2. miejsce w lidze (2010)   | II runda kwalifikacyjna LE | II runda kwalifikacyjna LE |
| Tauras Taurogi | 2.041             | 4. miejsce w lidze (2010) |                             | II runda kwalifikacyjna LE | II runda kwalifikacyjna LE |
|                | Banga Gorżdy      | 1.541                     | finalista pucharu 2010/2011 | I runda kwalifikacyjna LE  | I runda kwalifikacyjna LE  |

- Uwaga: 3. drużyna ligi – Žalgiris Wilno – nie otrzymał licencji na grę w europejskich pucharach i został zastąpiony przez 4. drużynę ligi – Tauras Taurogi[15].

Łotwa
| Drużyna            | Drużyna          | Wsp.                      | Sposób kwalifikacji          | Runda pierwsza             | Runda ostatnia              |
| ------------------ | ---------------- | ------------------------- | ---------------------------- | -------------------------- | --------------------------- |
|                    | Skonto Ryga      | 2.233                     | 1. miejsce w lidze (2010)    | II runda kwalifikacyjna LM | II runda kwalifikacyjna LM  |
|                    | FK Ventspils     | 4.983                     | zdobywca pucharu (2010/2011) | II runda kwalifikacyjna LE | III runda kwalifikacyjna LE |
| Liepājas Metalurgs | 2.983            | 3. miejsce w lidze (2010) | II runda kwalifikacyjna LE   | II runda kwalifikacyjna LE |                             |
|                    | Daugava Dyneburg | 1.483                     | 4. miejsce w lidze (2010)    | I runda kwalifikacyjna LE  | I runda kwalifikacyjna LE   |

Mołdawia
| Drużyna          | Drużyna             | Wsp.                           | Sposób kwalifikacji            | Runda pierwsza             | Runda ostatnia             |
| ---------------- | ------------------- | ------------------------------ | ------------------------------ | -------------------------- | -------------------------- |
|                  | Dacia Kiszyniów     | 2.549                          | 1. miejsce w lidze (2010/2011) | II runda kwalifikacyjna LM | II runda kwalifikacyjna LM |
|                  | Iscra-Stali Rybnica | 2.549                          | zdobywca pucharu (2010/2011)   | II runda kwalifikacyjna LE | II runda kwalifikacyjna LE |
| Sheriff Tyraspol | 9.549               | 2. miejsce w lidze (2010/2011) |                                | II runda kwalifikacyjna LE | II runda kwalifikacyjna LE |
|                  | Milsami Orgiejów    | 1.549                          | 3. miejsce w lidze (2010/2011) | I runda kwalifikacyjna LE  | I runda kwalifikacyjna LE  |

Słowenia
| Drużyna          | Drużyna    | Wsp.                           | Sposób kwalifikacji            | Runda pierwsza             | Runda ostatnia             |
| ---------------- | ---------- | ------------------------------ | ------------------------------ | -------------------------- | -------------------------- |
|                  | NK Maribor | 4.224                          | 1. miejsce w lidze (2010/2011) | II runda kwalifikacyjna LM | faza grupowa LE            |
|                  | NK Domžale | 2,891                          | zdobywca pucharu (2010/2011)   | II runda kwalifikacyjna LE | II runda kwalifikacyjna LE |
|                  | FC Koper   | 2.224                          | 3. miejsce w lidze (2010/2011) | I runda kwalifikacyjna LE  | I runda kwalifikacyjna LE  |
| Olimpija Lublana | 1.474      | 4. miejsce w lidze (2010/2011) | III runda kwalifikacyjna LE    | I runda kwalifikacyjna LE  |                            |

Węgry
| Drużyna         | Drużyna       | Wsp.                           | Sposób kwalifikacji            | Runda pierwsza             | Runda ostatnia              |
| --------------- | ------------- | ------------------------------ | ------------------------------ | -------------------------- | --------------------------- |
|                 | Videoton FC   | 2.200                          | 1. miejsce w lidze (2010/2011) | II runda kwalifikacyjna LM | II runda kwalifikacyjna LM  |
|                 | Kecskeméti TE | 1.700                          | zdobywca pucharu (2010/2011)   | II runda kwalifikacyjna LE | II runda kwalifikacyjna LE  |
|                 | Paksi FC      | 1.700                          | 2. miejsce w lidze (2010/2011) | I runda kwalifikacyjna LE  | III runda kwalifikacyjna LE |
| Ferencvárosi TC | 1.700         | 3. miejsce w lidze (2010/2011) | II runda kwalifikacyjna LE     | I runda kwalifikacyjna LE  |                             |

Gruzja
| Drużyna           | Drużyna        | Wsp.                           | Sposób kwalifikacji            | Runda pierwsza             | Runda ostatnia             |
| ----------------- | -------------- | ------------------------------ | ------------------------------ | -------------------------- | -------------------------- |
|                   | Zestaponi      | 2.891                          | 1. miejsce w lidze (2010/2011) | II runda kwalifikacyjna LM | runda play-off LE          |
|                   | FC Gagra       | 1.391                          | zdobywca pucharu (2010/2011)   | II runda kwalifikacyjna LE | II runda kwalifikacyjna LE |
|                   | Dinamo Tbilisi | 3.391                          | 2. miejsce w lidze (2010/2011) | I runda kwalifikacyjna LE  | runda play-off LE          |
| Metalurgi Rustawi | 2.891          | 3. miejsce w lidze (2010/2011) | III runda kwalifikacyjna LE    | I runda kwalifikacyjna LE  |                            |

Azerbejdżan
| Drużyna   | Drużyna        | Wsp.                           | Sposób kwalifikacji            | Runda pierwsza             | Runda ostatnia              |
| --------- | -------------- | ------------------------------ | ------------------------------ | -------------------------- | --------------------------- |
|           | Neftçi PFK     | 1.233                          | 1. miejsce w lidze (2010/2011) | II runda kwalifikacyjna LM | II runda kwalifikacyjna LM  |
|           | Xəzər Lenkoran | 1.483                          | zdobywca pucharu (2010/2011)   | II runda kwalifikacyjna LE | II runda kwalifikacyjna LE  |
|           | Qarabağ FK     | 4.233                          | 3. miejsce w lidze (2010/2011) | I runda kwalifikacyjna LE  | III runda kwalifikacyjna LE |
| AZAL Baku | 1.233          | 4. miejsce w lidze (2010/2011) | I runda kwalifikacyjna LE      | I runda kwalifikacyjna LE  |                             |

Islandia
| Drużyna | Drużyna          | Wsp.                      | Sposób kwalifikacji         | Runda pierwsza             | Runda ostatnia             |
| ------- | ---------------- | ------------------------- | --------------------------- | -------------------------- | -------------------------- |
|         | Breiðablik       | 1.491                     | 1. miejsce w lidze (2010)   | II runda kwalifikacyjna LM | II runda kwalifikacyjna LM |
|         | FH               | 2.991                     | zdobywca pucharu (2010)     | II runda kwalifikacyjna LE | II runda kwalifikacyjna LE |
|         | ÍB Vestmannaeyja | 0.991                     | 3. miejsce w lidze (2010)   | I runda kwalifikacyjna LE  | I runda kwalifikacyjna LE  |
| KR      | 2.491            | 4. miejsce w lidze (2010) | III runda kwalifikacyjna LE | I runda kwalifikacyjna LE  |                            |

Macedonia
| Drużyna            | Drużyna          | Wsp.                           | Sposób kwalifikacji            | Runda pierwsza             | Runda ostatnia             |
| ------------------ | ---------------- | ------------------------------ | ------------------------------ | -------------------------- | -------------------------- |
|                    | Szkendija Tetowo | 1.041                          | 1. miejsce w lidze (2010/2011) | II runda kwalifikacyjna LM | II runda kwalifikacyjna LM |
|                    | Metałurg Skopje  | 1.291                          | zdobywca pucharu (2010/2011)   | II runda kwalifikacyjna LE | II runda kwalifikacyjna LE |
|                    | FK Renowa        | 2.291                          | 3. miejsce w lidze (2010/2011) | I runda kwalifikacyjna LE  | I runda kwalifikacyjna LE  |
| Rabotniczki Skopje | 4.041            | 4. miejsce w lidze (2010/2011) | runda play-off LE              | I runda kwalifikacyjna LE  |                            |

### Miejsca 41–53 w rankingu UEFA
Liechtenstein
| Drużyna | Drużyna  | Wsp.  | Sposób kwalifikacji          | Runda pierwsza             | Runda ostatnia              |
| ------- | -------- | ----- | ---------------------------- | -------------------------- | --------------------------- |
|         | FC Vaduz | 2.300 | zdobywca pucharu (2010/2011) | II runda kwalifikacyjna LE | III runda kwalifikacyjna LE |

Kazachstan
| Drużyna             | Drużyna         | Wsp.                     | Sposób kwalifikacji        | Runda pierwsza             | Runda ostatnia              |
| ------------------- | --------------- | ------------------------ | -------------------------- | -------------------------- | --------------------------- |
|                     | Toboł Kustanaj  | 1.624                    | 1. miejsce w lidze (2010)  | II runda kwalifikacyjna LM | II runda kwalifikacyjna LM  |
|                     | FK Aktöbe       | 3.874                    | 2. miejsce w lidze (2010)  | II runda kwalifikacyjna LE | III runda kwalifikacyjna LE |
|                     | Irtysz Pawłodar | 1.124                    | 3. miejsce w lidze (2010)  | I runda kwalifikacyjna LE  | III runda kwalifikacyjna LE |
| Szachtior Karaganda | 1.124           | finalista pucharu (2010) | II runda kwalifikacyjna LE | I runda kwalifikacyjna LE  |                             |

- Uwaga: Zdobywca pucharu Kazachstanu – Łokomotiw Astana – nie otrzymała licencji na grę w europejskich pucharach.

Estonia
| Drużyna     | Drużyna              | Wsp.                      | Sposób kwalifikacji       | Runda pierwsza             | Runda ostatnia             |
| ----------- | -------------------- | ------------------------- | ------------------------- | -------------------------- | -------------------------- |
|             | Flora Tallinn        | 1.508                     | 1. miejsce w lidze (2010) | II runda kwalifikacyjna LM | II runda kwalifikacyjna LM |
|             | Tallinna FCI Levadia | 3.258                     | 2. miejsce w lidze (2010) | II runda kwalifikacyjna LE | II runda kwalifikacyjna LE |
|             | JK Narva Trans       | 1.258                     | 3. miejsce w lidze (2010) | I runda kwalifikacyjna LE  | I runda kwalifikacyjna LE  |
| Nõmme Kalju | 1.008                | 4. miejsce w lidze (2010) |                           | I runda kwalifikacyjna LE  | I runda kwalifikacyjna LE  |

Albania
| Drużyna     | Drużyna           | Wsp.                           | Sposób kwalifikacji            | Runda pierwsza             | Runda ostatnia             |
| ----------- | ----------------- | ------------------------------ | ------------------------------ | -------------------------- | -------------------------- |
|             | Skënderbeu Korcza | 0.774                          | 1. miejsce w lidze (2010/2011) | II runda kwalifikacyjna LM | II runda kwalifikacyjna LM |
|             | KF Tirana         | 2.274                          | zdobywca pucharu (2010/2011)   | II runda kwalifikacyjna LE | II runda kwalifikacyjna LE |
|             | Flamurtari Vlora  | 1.274                          | 2. miejsce w lidze (2010/2011) | I runda kwalifikacyjna LE  | II runda kwalifikacyjna LE |
| KF Vllaznia | 1.274             | 3. miejsce w lidze (2010/2011) |                                | I runda kwalifikacyjna LE  | II runda kwalifikacyjna LE |

Armenia
| Drużyna     | Drużyna       | Wsp.                      | Sposób kwalifikacji       | Runda pierwsza             | Runda ostatnia             |
| ----------- | ------------- | ------------------------- | ------------------------- | -------------------------- | -------------------------- |
|             | Piunik Erywań | 2.516                     | 1. miejsce w lidze (2010) | II runda kwalifikacyjna LM | II runda kwalifikacyjna LM |
|             | Mika Erywań   | 1.266                     | zdobywca pucharu (2011)   | II runda kwalifikacyjna LE | II runda kwalifikacyjna LE |
|             | Bananc Erywań | 1.016                     | 2. miejsce w lidze (2010) | I runda kwalifikacyjna LE  | I runda kwalifikacyjna LE  |
| Ulis Erywań | 0.766         | 3. miejsce w lidze (2010) |                           | I runda kwalifikacyjna LE  | I runda kwalifikacyjna LE  |

Walia
| Drużyna | Drużyna             | Wsp.                           | Sposób kwalifikacji            | Runda pierwsza             | Runda ostatnia             |
| ------- | ------------------- | ------------------------------ | ------------------------------ | -------------------------- | -------------------------- |
|         | Bangor City         | 2.058                          | 1. miejsce w lidze (2010/2011) | II runda kwalifikacyjna LM | II runda kwalifikacyjna LM |
|         | Llanelli AFC        | 1.058                          | zdobywca pucharu (2010/2011)   | II runda kwalifikacyjna LE | II runda kwalifikacyjna LE |
|         | The New Saints F.C. | 2.308                          | 2. miejsce w lidze (2010/2011) | I runda kwalifikacyjna LE  | II runda kwalifikacyjna LE |
| Neath   | 0.558               | 3. miejsce w lidze (2010/2011) | I runda kwalifikacyjna LE      | I runda kwalifikacyjna LE  |                            |

Czarnogóra
| Drużyna | Drużyna             | Wsp.                           | Sposób kwalifikacji            | Runda pierwsza             | Runda ostatnia             |
| ------- | ------------------- | ------------------------------ | ------------------------------ | -------------------------- | -------------------------- |
|         | FK Mogren           | 2.275                          | 1. miejsce w lidze (2010/2011) | II runda kwalifikacyjna LM | II runda kwalifikacyjna LM |
|         | Rudar Pljevlja      | 1.775                          | zdobywca pucharu (2010/2011)   | II runda kwalifikacyjna LE | II runda kwalifikacyjna LE |
|         | Budućnost Podgorica | 2.025                          | 2. miejsce w lidze (2010/2011) | I runda kwalifikacyjna LE  | I runda kwalifikacyjna LE  |
| FK Zeta | 0,425               | 4. miejsce w lidze (2010/2011) |                                | I runda kwalifikacyjna LE  | I runda kwalifikacyjna LE  |

Wyspy Owcze
| Drużyna         | Drużyna     | Wsp.                      | Sposób kwalifikacji       | Runda pierwsza             | Runda ostatnia             |
| --------------- | ----------- | ------------------------- | ------------------------- | -------------------------- | -------------------------- |
|                 | HB Tórshavn | 1.783                     | 1. miejsce w lidze (2010) | II runda kwalifikacyjna LM | II runda kwalifikacyjna LM |
|                 | EB/Streymur | 1.533                     | zdobywca pucharu (2010)   | II runda kwalifikacyjna LE | II runda kwalifikacyjna LE |
|                 | NSÍ Runavík | 0.783                     | 3. miejsce w lidze (2010) | I runda kwalifikacyjna LE  | I runda kwalifikacyjna LE  |
| ÍF Fuglafjørður | 0.283       | 4. miejsce w lidze (2010) |                           | I runda kwalifikacyjna LE  | I runda kwalifikacyjna LE  |

Irlandia Północna
| Drużyna           | Drużyna        | Wsp.                           | Sposób kwalifikacji            | Runda pierwsza             | Runda ostatnia             |
| ----------------- | -------------- | ------------------------------ | ------------------------------ | -------------------------- | -------------------------- |
|                   | Linfield F.C.  | 1.699                          | 1. miejsce w lidze (2010/2011) | II runda kwalifikacyjna LM | II runda kwalifikacyjna LM |
|                   | Crusaders F.C. | 0.949                          | 2. miejsce w lidze (2010/2011) | II runda kwalifikacyjna LE | II runda kwalifikacyjna LE |
|                   | Glentoran F.C. | 1.699                          | 3. miejsce w lidze (2010/2011) | I runda kwalifikacyjna LE  | II runda kwalifikacyjna LE |
| Cliftonville F.C. | 1.449          | 4. miejsce w lidze (2010/2011) | I runda kwalifikacyjna LE      | I runda kwalifikacyjna LE  |                            |

Luksemburg
| Drużyna        | Drużyna           | Wsp.                           | Sposób kwalifikacji            | Runda pierwsza             | Runda ostatnia              |
| -------------- | ----------------- | ------------------------------ | ------------------------------ | -------------------------- | --------------------------- |
|                | F91 Dudelange     | 1.524                          | 1. miejsce w lidze (2010/2011) | I runda kwalifikacyjna LM  | II runda kwalifikacyjna LM  |
|                | FC Differdange 03 | 1.274                          | zdobywca pucharu (2010/2011)   | II runda kwalifikacyjna LE | III runda kwalifikacyjna LE |
|                | Fola Esch         | 0.274                          | 2. miejsce w lidze (2010/2011) | I runda kwalifikacyjna LE  | I runda kwalifikacyjna LE   |
| UN Käerjéng 97 | 0.524             | 3. miejsce w lidze (2010/2011) |                                | I runda kwalifikacyjna LE  | I runda kwalifikacyjna LE   |

Andora
| Drużyna         | Drużyna         | Wsp.                           | Sposób kwalifikacji            | Runda pierwsza             | Runda ostatnia             |
| --------------- | --------------- | ------------------------------ | ------------------------------ | -------------------------- | -------------------------- |
|                 | FC Santa Coloma | 1.200                          | 1. miejsce w lidze (2010/2011) | I runda kwalifikacyjna LM  | I runda kwalifikacyjna LM  |
|                 | UE Sant Julià   | 1.700                          | zdobywca pucharu (2010/2011)   | II runda kwalifikacyjna LE | II runda kwalifikacyjna LE |
|                 | FC Lusitanos    | 0.450                          | 3. miejsce w lidze (2010/2011) | I runda kwalifikacyjna LE  | I runda kwalifikacyjna LE  |
| UE Santa Coloma | 0.450           | 4. miejsce w lidze (2010/2011) |                                | I runda kwalifikacyjna LE  | I runda kwalifikacyjna LE  |

Malta
| Drużyna | Drużyna       | Wsp.  | Sposób kwalifikacji            | Runda pierwsza             | Runda ostatnia             |
| ------- | ------------- | ----- | ------------------------------ | -------------------------- | -------------------------- |
|         | Valletta FC   | 1.483 | 1. miejsce w lidze (2010/2011) | I runda kwalifikacyjna LM  | II runda kwalifikacyjna LM |
|         | Floriana FC   | 0.483 | zdobywca pucharu (2010/2011)   | II runda kwalifikacyjna LE | II runda kwalifikacyjna LE |
|         | Birkirkara FC | 1.733 | 3. miejsce w lidze (2010/2011) | I runda kwalifikacyjna LE  | I runda kwalifikacyjna LE  |

San Marino
| Drużyna | Drużyna           | Wsp.  | Sposób kwalifikacji            | Runda pierwsza             | Runda ostatnia             |
| ------- | ----------------- | ----- | ------------------------------ | -------------------------- | -------------------------- |
|         | SP Tre Fiori      | 1.183 | 1. miejsce w lidze (2010/2011) | I runda kwalifikacyjna LM  | I runda kwalifikacyjna LM  |
|         | AC Juvenes/Dogana | 0.683 | zdobywca pucharu (2010/2011)   | II runda kwalifikacyjna LE | II runda kwalifikacyjna LE |
|         | SP Tre Penne      | 0.683 | 2. miejsce w lidze (2010/2011) | I runda kwalifikacyjna LE  | I runda kwalifikacyjna LE  |